# Phylloxeroxenus rajaensis
Phylloxeroxenus rajaensis is een vliesvleugelig insect uit de familie Eurytomidae. De wetenschappelijke naam is voor het eerst geldig gepubliceerd in 1981 door Mukerjee.